# Octahedron
Octahedron är det femte fullängdsalbumet av progressiv rock-gruppen Mars Volta. Det är producerat av Omar Rodriguez-Lopez och gavs ut 23 juni 2009 av Warner Bros och Mercury Records.

## Låtlista
1. Since We've Been Wrong - 7:21
2. Teflon - 5:04
3. Halo of Nembutals - 5:31
4. With Twilights as My Guide - 7:52
5. Cotopaxi - 3:38
6. Desperate Graves - 4:57
7. Copernicus - 7:23
8. Luciforms - 8:22

## Musiker
- Omar Rodriguez-Lopez – gitarr
- Cedric Bixler-Zavala – sång
- Isaiah Ikey Owens – keyboard
- Juan Alderete – bas
- Thomas Pridgen – trummor
- Marcel Rodriguez-Lopez – synthesizer, percussion
- John Frusciante – gitarr